# 被曝

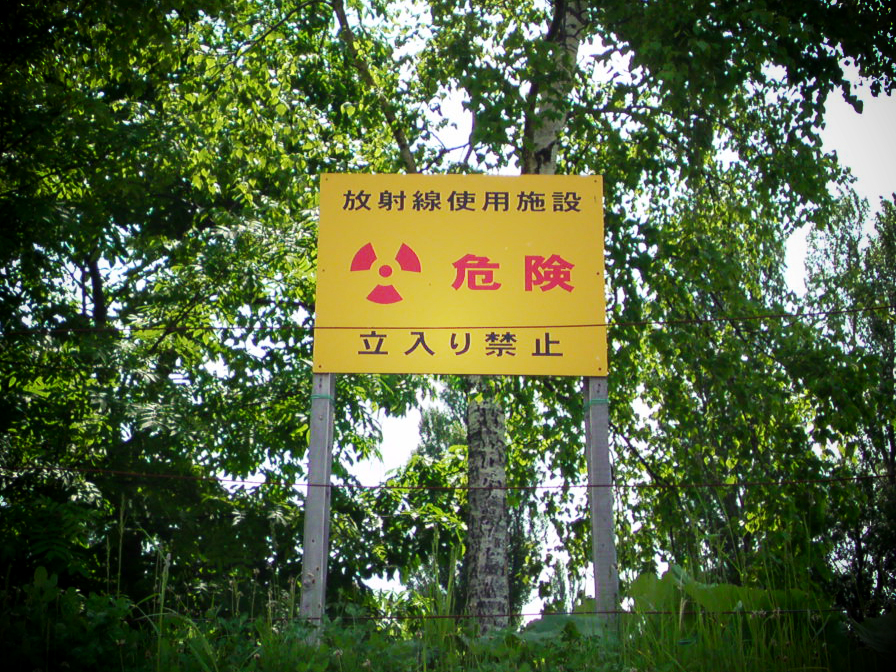
放射線使用施設の警告看板

被曝（ひばく、radiation exposure）とは放射線に曝（さら）されること。「曝」が常用漢字でないので「被ばく」と表記される場合もある。
外部被曝か内部被曝かによって対策は大きく異なる。

## 概要
放射線の歴史は1895年のヴィルヘルム・コンラート・レントゲンの X 線の発見に始まるが、放射線の利用とともに、人体が放射線を浴びること、被曝（radiation exposure）によって様々な放射線障害が発生することが徐々に認識されていった。
放射線は生物が浴びると遺伝子に損傷をもたらし、生物にある程度の回復能力はあるとはいえ、閾値といったものはなく、細胞のガン化や再生能力の喪失のリスクが浴びた量に比例して確率的に増えると考えられている。したがって、健康被害をもたらす放射線被曝はできる限り避けねばならない、しかしながら、自然界に微量ながら放射能は既に存在し、それを全く避けるということは不可能であり、また、X線検査・放射線治療などに用いられる放射線技術は大きな利益をもたらす技術である。そこで、放射線技術による利益を享受しつつ、被曝に伴う放射線障害を防止することを目的とした放射線防護（radiation protection）の概念が、放射線障害の認識と共に発達してきた。今日においては以下の目標が掲げられている。
放射線防護にあたって最も重要であるのは放射線源から被曝を受ける形態であり、次の二つに分類される。
外部被曝（external exposure、体外被曝）
体の外部にある放射線源からの放射線被曝
内部被曝（internal exposure、体内被曝）
経口摂取、吸引などにより体内に取り込んだ放射性物質による被曝
点放射線源からの外部被曝の場合、最も単純な防護方策はその点線源との距離を大きく取ることであるが、同じ被曝でも空気中に放射性物質が拡散してしまい吸引による内部被曝が疑われる場合は、放射線防護策としては全く異なる方法（マスクの着用など）を取らなくてはならない。
放射線防護策を検討・実施するにあたって場所の放射線量および被曝をしている個人の線量を計測（モニタリング）することは重要である。
放射線防護を行う（確率的影響の発生リスクを人々が容認可能なレベルに抑える）にあたって基本的尺度となる線量概念が実効線量（単位：シーベルト、記号：Sv）であり、個々人の被曝した実効線量は、定められた実効線量限度以下に抑えられる。
なお、低線量の放射線被曝による健康被害については各種議論がある。

## 被曝の形態とその防護

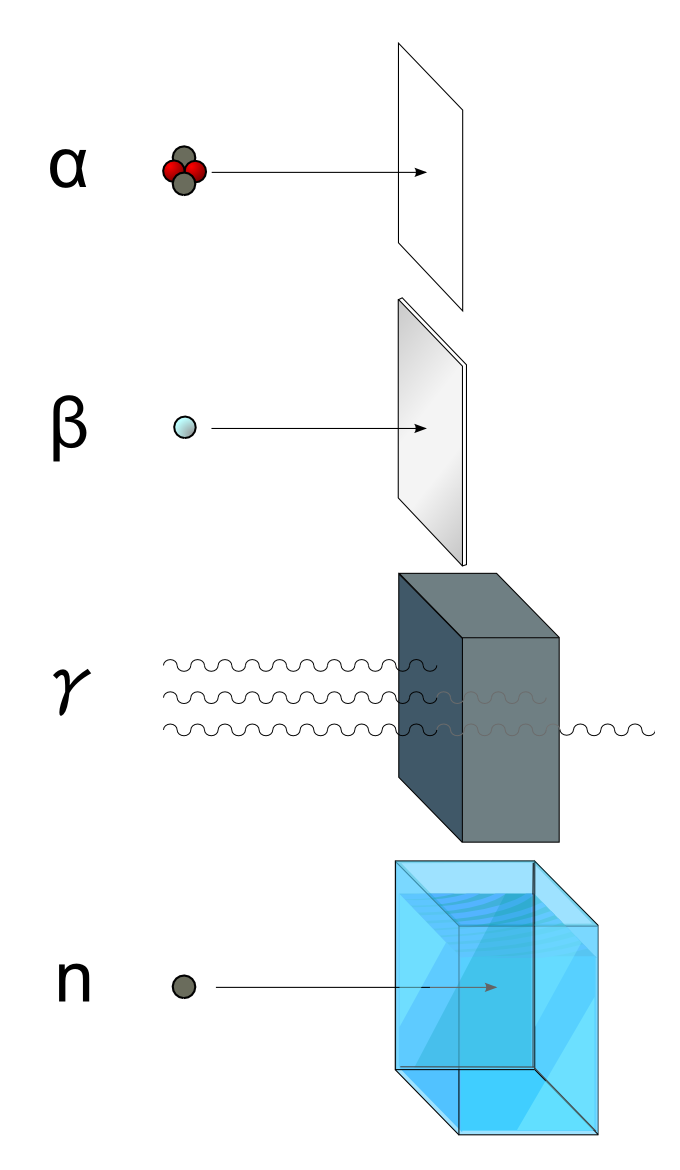
放射線の透過能力：アルファ線（原子核）は紙1枚程度で遮蔽できる。ベータ線（電子）は厚さ数mmのアルミニウム板で防ぐことができる。ガンマ線（電磁波）は透過力が強く、コンクリートであれば50 cm、鉛であっても10cmの厚みが必要になる。中性子線（中性子）は最も透過力が強く、水やコンクリートの厚い壁に含まれる水素原子によってはじめて遮断できる。

放射線は、放射線物質（放射線源）あるいは放射線発生装置より発生する。放射線源が密封線源の場合、被曝は身体の外部からの被曝である外部被曝（external exposure）だけであるが、非密封線源の場合、外部被曝に加えて身体の内部に放射線物質が入り込むことによる被曝である内部被曝（internal exposure）も考慮しなくてはならない。

### 外部被曝（external exposure）
外部被曝として問題になる線種はガンマ線、X線、ベータ線、中性子線で、これら放射線を防護する方法には次の三つがある。
密封線源の三原則
1. 線源と人体との間に遮蔽物を置く（ガンマ線[注釈 16]、ベータ線[注釈 17]、中性子線[注釈 18]かで遮蔽物として効果的なものは異なる）
2. 線源と人体の距離を大きく取る[注釈 19]
3. 放射線を受ける時間を短くする[注釈 20]

### 内部被曝（internal exposure）
放射性物質が空気中などに拡散して存在している場合、その放射性物質が体内に入り込むことによる内部被曝の恐れが生じる。そのため、内部被曝については放射性物質を体内に取り込まないような防護が基本となる。体内に取り込まれる経路としては、次の三つがある。
非密封線源が体内に取り込まれる経路
呼吸器を通しての摂取（吸入）
放射性物質で汚染した空気を吸い込むことによって、気道や肺胞を通して体内に放射性物質が侵入することを言う。マスクの着用などで防護できる。
口、消化器を通しての摂取（経口摂取）
放射性物質で汚染された水や食物を摂取することで、胃や小腸などの消化管から体内に放射性物質が侵入することを言う。基準値を超える放射能を持つ食品を摂取しないことで防護できる。
皮膚、特に傷口を通しての摂取
皮膚の毛穴や汗腺または皮膚にある傷から放射性物質が侵入することを言う。放射性物質と接触する皮膚表面に傷があるときは、放射性物質の取り扱いを避けることで防護できる。

#### 内部被曝の特徴
内部被曝をした場合、すなわち一度体内に放射性物質が取り込まれた場合、その取り込まれた放射性物質を除くには、物理的減少（放射性崩壊）と共に生体機能の代謝による排出を待つよりほかない。その場合、物質により放射性物質としての半減期に生物学的な半減期が加わるために、内部被曝の線量の計算には多くの困難がある。
体内に取り込まれた放射性物質がどのように振舞うか（体内のどの部位に沈着するか）は、その元素の化学的性質によって異なる。たとえばヨウ素131は吸気から、皮膚から、食事や飲水からなど多くの経路で内部被曝の推定には難しさがある。
ヨウ素は選択的に甲状腺に取り込まれ沈着する。甲状腺には多くのチログロブリンの蓄積があり、それがヨウ素と結合している量も変動が大きい。たとえば海産物を多く摂取する日本人の場合はヨウ素の飽和量が高いといわれるが、海から遠く離れた地域の住人はヨウ素の飽和度が低いといわれる。このように、甲状腺に蓄積するヨウ素131の量については、被曝にいたる経路が複数であること、また甲状腺のヨウ素の飽和度などにも個人差があり、また内部被曝の影響が長時間にわたると考えられる。このため、多くの仮定と推定により50年間にわたる生体の内部被曝量を預託等価線量として推定するが、その算出には多くの議論がある。
したがって内部被曝防護の立場では、最初に飛散するヨウ素131が住人に到達する前のなるべく早い段階でヨウ素剤を投与し、甲状腺のヨウ素飽和度をあげて、ヨウ素131の蓄積を減らすことが最も重要である。このために原子力発電所の近傍や作業にあたる自治体、警察、軍隊組織などにヨウ素剤の蓄積されているが、わが国では住民にあらかじめ配布されていないので、原子量発電所の事故などの混乱時に短時間にヨウ素剤を配布することが困難であるとの指摘がある。アルカリ土類金属であるストロンチウムは骨中の同じくアルカリ土類金属であるカルシウムと置き換わって体内に蓄積することが知られている。一方で、カリウムやセシウムは水に溶け込み全身の細胞内に広がる。このように、放射性物質の種類によって体内に摂取された後に存在する場所が変わる。
体内に入ってしまった放射線物質を検査する一般的な方法として、ホールボディカウンターによってガンマ線を測定・分析する方法がある。ヨウ素131は半減期が短いため早期に測定しないと正確な値が測定できない。なお、この装置はガンマ線が人体を透過することを利用したものであるため、ガンマ線を出さない核種の測定は不可能である。

## 放射線防護策の選定と実施
人工的に発生させた放射線（人工放射線）は人間の諸活動に伴って発生する放射線であり、全ての被曝が放射線防護の対象となる。そこで、放射線被曝を伴う行為を導入・実施などする際は、放射線防護の目標達成のため放射線防護体系（system of radiological protection）
の三原則を遵守する必要がある。
さらに、モニタリング（monitoring）により、放射線源、環境および個人の管理が厳重に行われていることを確認しなければならない。
なお、人工放射線の対として、地球誕生以来生活環境に存在している放射性同位元素からの大地放射線と宇宙からの放射線である宇宙放射線を合わせて自然放射線と呼ぶ。自然放射線による被曝により、人々は実効線量で世界平均合計年間2,400 μSv（=2.4 mSv）前後の被曝を受けているとされるが、自然放射線による被曝は人為的にコントロールすることができないために放射線防護の対象から外されている（規制除外）。

### 放射線管理とモニタリング
被曝は、線源-環境-人が相互に関わり合う中で生じることから、防護措置も1線源管理、2環境管理、3個人管理の三つに分類される。このうち線源管理が最も効果が大きく、防護策を講ずる上で最も優先させるべきである。
さらに、各管理に対応した以下のモニタリング概念が存在する。
1 線源モニタリング（source monitoring）
放射線源の健全性、管理状況を確認するために行われるモニタリングを言う。最も基本的なモニタリングである。
2 環境モニタリング（environmental monitoring）
施設内の作業環境あるいは施設外の一般環境で行わわれるモニタリングであり、線源の管理状況を確認し、環境安全が測られていることを確認するために行わわれる。
3 個人モニタリング（individual monitoring）
直接、作業者個人に着目して行わわれるモニタリングで、各作業者の線量が基準以下であることを確認するために行わわれる。一般公衆に対する個人モニタリングは、大規模事故などのごく特殊な場合を除いて実施されることはない。

### 被曝対象の区分
放射線防護の観点から被曝の対象は医療被曝、職業被曝、公衆被曝の三つに分類される。
| 医用画像における実効線量 | 医用画像における実効線量       | 医用画像における実効線量 | 医用画像における実効線量 |
| 対象臓器                 | 検査                           | 実効線量（大人）         | 環境放射線の 等価時間    |
| ------------------------ | ------------------------------ | ------------------------ | ------------------------ |
| 頭部CT                   | 単純CT                         | 2 mSv                    | 8カ月                    |
| 頭部CT                   | 造影剤を使用                   | 4 mSv                    | 16カ月                   |
| 胸部                     | 胸部CT                         | 7 mSv                    | 2年                      |
| 胸部                     | 肺がん検診のための胸部CT       | 1.5 mSv                  | 6カ月                    |
| 胸部                     | 胸部単純X線撮影                | 0.1 mSv                  | 10日                     |
| 心臓                     | 冠状動脈CT血管造影             | 12 mSv                   | 4年                      |
| 心臓                     | 冠状動脈CT、カルシウム走査     | 3 mSv                    | 1年                      |
| 腹部                     | 腹部・骨盤CT                   | 10 mSv                   | 3年                      |
| 腹部                     | 腹部・骨盤CT、低線量プロトコル | 3 mSv                    | 1年                      |
| 腹部                     | 腹部・骨盤CT、造影剤あり       | 20 mSv                   | 7年                      |
| 腹部                     | CT結腸検査                     | 6 mSv                    | 2年                      |
| 腹部                     | 静脈内腎盂造影                 | 3 mSv                    | 1年                      |
| 腹部                     | 上部消化管造影                 | 6 mSv                    | 2年                      |
| 腹部                     | 下部消化管造影                 | 8 mSv                    | 3年                      |
| 脊椎                     | 脊椎単純X線撮影                | 1.5 mSv                  | 6カ月                    |
| 脊椎                     | 脊椎CT                         | 6 mSv                    | 2年                      |
| 四肢                     | 四肢単純X線撮影                | 0.001 mSv                | 3時間                    |
| 四肢                     | 下肢CT血管造影                 | 0.3 - 1.6 mSv            | 5週間 - 6カ月            |
| 歯科X線撮影              | 歯科X線撮影                    | 0.005 mSv                | 1日                      |
| 骨密度測定（DEXA法)      | 骨密度測定（DEXA法)            | 0.001 mSv                | 3時間                    |
| PET-CT                   | PET-CT                         | 25 mSv                   | 8年                      |
| マンモグラフィー         | マンモグラフィー               | 0.4 mSv                  | 7週間                    |

#### 職業被曝（occupational exposure）
放射線業務従事者または放射線診療従事者が、業務の過程で受ける被曝を職業被曝（occupational exposure）と呼ぶ
。職業被曝に対する防護の責任は、事業者と作業者自身にあり、職業被曝をする人々は被曝管理、健康管理、定期的な教育・訓練を受けることなどが義務づけられている。被曝線量に対しては、法令で線量限度が決められており、放射線業務従事者はサーベイメーターなどを装着し、線量限度を超えないようにしなければならない。

#### 公衆被曝（public exposure）
職業被曝、医療被曝以外の被曝、すなわち、原子力・放射線利用に伴う一般の人々の被曝（例えば原子力施設の周辺の住民の被曝など）を公衆被曝（public exposure）と呼ぶ。公衆被曝に対する防護の責任は、公衆被曝をもたらす放射線源を利用する事業者にあるが、職業被曝とは異なり、公衆の構成員の一人ひとりを管理（個人被曝管理）することは実態として難しいため、公衆の放射線安全が確保されていることは、線源モニタリングと環境モニタリングによって確認される。つまり、公衆被曝では基本的に個人モニタリングは行わわれない。

#### 医療被曝（medical exposure）
医療の現場における、患者への病気の治療を目的とした意図的な放射線照射による被曝を医療被曝（medical exposure）と呼ぶ。医療被曝に対する防護の責任は、事業者（施設の責任者）および実際に放射線診療に関わる医師と診療放射線技師等によって行わわれる。
医療被曝には、職業被曝や公衆被曝に適用される線量限度は存在せず、線量は防護量である等価線量・実効線量（単位：シーベルト[Sv]）ではなく全て吸収線量（単位：グレイ[Gy]）で表される。さらに、法律で規制される被曝限度には、医療被曝によるものは含まれない。

## 日本における被曝の法規制
被曝のおそれのある場所は放射線管理区域に指定され、厳密に管理される。さらに、放射性物質の付着や内部被曝のおそれがある区域は「汚染のおそれのある管理区域」（その他は「汚染のおそれのない管理区域」）として、防護服を着用するなどの汚染防止策が採られる。
また、業務上放射線を扱うため被曝のおそれがある労働者については年間等の被曝線量に限度が設けられており、これを超えて従業することは国際放射線防護委員会の勧告に基づいた放射線障害防止法、電離放射線障害防止規則、人事院規則10-5、医療法施行規則等により多重規制されている。
管理区域に立ち入らない一般公衆の被曝線量限度は、これらの法令による放射線管理区域等からの漏洩放射線線量率や、放出される放射性同位元素濃度の規制により放射線業務に従事する者の限度より遥かに低く抑えられるように義務付けられている。

### 食品のもつ放射能に関する規制
チェルノブイリ原子力発電所事故を契機に、輸入食品内における放射能の暫定限度が370 Bq/kg（セシウム134+セシウム137の合計値）に設定され、これを超える食品は日本に輸入することができない。
福島第一原子力発電所事故後の暫定基準値（ざんていきじゅんち）については食品に含まれる放射能に関する暫定規制値の項目を参照。

## 被曝と社会運動
上記の被曝のうち、特に核兵器による被曝や、核実験また「原子力の平和的利用」として開発と設置が進められてきた原子力発電などの原子力事故を受けて、放射性物質による被曝および被曝のリスクも含めて、これまでに世界規模で反核運動が行われてきた。
日本では第五福竜丸被爆事件を契機に安井郁(やすいかおる）が原水爆禁止運動を組織化し、1955年に原水爆禁止日本協議会を設立した。以降、大規模な事故や事件に応じて、様々な反核運動や原子力撤廃運動が展開した。2011年の福島第一原子力発電所事故を受けて、様々な運動が展開している（福島第一原子力発電所事故の影響を参照）
※各運動団体、運動の歴史、また各界による発言や対応などについては反核運動および原子力撤廃を参照のこと。

## 被曝事故・事件
- ゴイアニア被ばく事故 - ブラジルのゴイアニア市内の廃病院跡に放置されていた放射線療法用の医療機器から放射線源格納容器が盗難により持ち出され、その後廃品業者などにより格納容器が解体されてガンマ線源の137Cs（セシウム137）が露出。光る特性に興味を持った住人が接触した結果、被曝者は249人に達し、このうち20名が急性障害の症状が認められ4名が放射線障害で死亡した。
- アレクサンドル・リトビネンコ氏毒殺事件 - 毒物としてポロニウム210が使われた。

## 医療介入
- 胃洗浄、緩下剤、吸着剤
- 去痰剤の服用、点滴投与
- 気管支肺胞洗浄[48]

- 2023年5月15日米国立保健研究所（NIH）は、体内に入った放射性物質を排出する「飲み薬」「HOPO14―1」と名付けられたカプセル錠の臨床試験を始めたと発表した。[49]